# نیما مسیحا
نیما مسیحا‌ (زادهٔ ۱۳ دی ۱۳۵۳ در تهران) خوانندهٔ سبک پاپ و اپرای ایرانی است.

## زندگی‌نامه
نیما مسیحا در ۱۳ دی ۱۳۵۳ در تهران متولد شد. علاقه او به موسیقی و خواندن از همان دوران کودکی شکل گرفت. خانواده و پدرش که صدای خوبی هم دارند، مشوق اصلی وی در این حرفه بودند. او فارغ‌التحصیل رشته ادبیات در مقطع لیسانس بوده و در سال ۱۳۸۲ با مریم مسیحا ازدواج کرده‌است. نیما مسیحا در برنامهٔ دورهمی مهران مدیری بیان کرد که به علت ازدواج فامیلی مادر و پدر، دچار بیماری چشمی مادرزادی فوندوس فلاوی ماکولاتوس است.

## زندگی حرفه‌ای
نیما مسیحا در سال ۱۳۶۹، در پی یک فراخوان در روزنامه همشهری که تالار وحدت برای تکمیل گروه کر هنرجو می‌پذیرفت، شرکت کرد و به عنوان خواننده تنور شروع به خواندن کرد. او تا سال ۱۳۷۰ با گروه کر تالار وحدت بود و در این سال از این گروه جدا شد اما تا سال ۱۳۷۸ تمرینات خود را شخصاً و انفرادی ادامه داد. مسیحا زیر نظر حسین سرشار آواز و از گرگین موسیسیان تئوری موسیقی را آموخت.
وی در پی آشنایی با بابک بیات در سال ۱۳۷۷، کار در زمینهٔ موسیقی پاپ را آغاز کرد و با خواندن ترانهٔ پروانگی در فیلم دست‌های آلودهٔ سیروس الوند در سال ۱۳۷۸، خوانندگی را به‌طور رسمی دنبال کرد و این آهنگ باعث دیده شدن و شهرت وی شد.
سیروس الوند دربارهٔ این قطعه می‌گوید:
[...] تا اینکه نوبت به ساخت موسیقی فیلم دست‌های آلوده رسید؛ ترانه‌ای که با صدای نیما مسیحا و آهنگسازی بابک جایگاهی ماندنی را ازآن خود کرد. به گمانم کاری که بابک در ساخت موسیقی این فیلم انجام داد موفق‌ترین همکاری‌مان به شمار می‌آید [...] بابک برای خوانندگی ترانه، خشایار اعتمادی را پیشنهاد داد که من نپذیرفتم. گمان می‌کردم او از آقای اقبالی تقلید می‌کند هرچند که بعدها متوجه شدم بحث شباهت جنس صدای او درمیان است نه تقلید! من هم خوانندهٔ دیگری را پیشنهاد دادم که این مرتبه بابک قبول نکرد تا اینکه او جوانی را پیشنهاد داد که آن هم ابتدا مورد پسندم قرار نگرفت و گفتم از این جنس صداها در میهمانی‌ها بسیار شنیده می‌شود. با این همه قرار شد دو هفته بعد مراجعه کند تا صدای او را بشنوم، صدایش را که شنیدم تعجب کردم و البته بسیار لذت بردم، او نیما مسیحا بود. اتفاقاً کار خوبی هم از آب درآمد و مردم هم بسیار استقبال کردند و این انتخاب بابک بود که در نهایت نتیجه‌اش را به من ثابت کرد. او همواره به‌دنبال معرفی صداهای جدید به عرصه موسیقی بود و به همین خاطر هم بعد از انقلاب خوانندگان بسیاری با بابک همکاری داشتند، مردی که برخلاف دیگران همیشه به‌دنبال کشف صداهای تازه بود.‌
خواندن قطعه پرواز ممنوع به همراه حمید حامی در فیلم شبکه به کارگردانی ایرج قادری از دیگر فعالیت های این خواننده در عرصه سینما است.
مسیحا با آهنگ‌سازان مطرحی چون مجید انتظامی،شهرداد روحانی، بابک بیات و … همکاری داشته‌است.

## آلبوم‌ها

### شب سربی ۱۳۸۳
| نام ترانه  | ترانه‌سرا        | آهنگ‌ساز      | تنظیم‌کننده    |
| ---------- | --------------- | ------------ | ------------- |
| شب سربی    | اکبر آزاد       | اکبر آزاد    | بهنام ابطحی   |
| سبد سبد    | جهانگیر صبری    | جهانگیر صبری | بهنام ابطحی   |
| عاشقانه    | بابک روزبه      | عباس لطیفی   | عباس لطیفی    |
| باغ خاکستر | ایرج جنتی عطایی | علی موثقی    | علی موثقی     |
| دریغ       | جهانگیر صبری    | جهانگیر صبری | پدرام مرندیز  |
| غربت       | پیام پارسا      | علی موثقی    | علی موثقی     |
| نوبت عاشقی | اکبر آزاد       | اکبر آزاد    | فیروز ویسانلو |
| مهتاب      | جهانگیر صبری    | جهانگیر صبری | پدرام مرندیز  |

### توهم ۱۳۹۰[۷]
| نام ترانه       | ترانه‌سرا    | آهنگ‌ساز          | تنظیم‌کننده     |
| --------------- | ----------- | ---------------- | -------------- |
| توهم            | بابک صحرایی | پوریا حیدری      | پوریا حیدری    |
| بارون دلتنگی    | بابک صحرایی | امین قباد        | پوریا حیدری    |
| احساس           | بابک صحرایی | نیکان ابراهیمی   | نیکان ابراهیمی |
| رگبار           | بابک صحرایی | بابک بیات        | باربد بیات     |
| دلم گرفته       | بابک صحرایی | میلاد اکبری      | پوریا حیدری    |
| بومی            | بابک صحرایی | امین قباد        | پوریا حیدری    |
| گل مریم         | بابک صحرایی | امین قباد        | پوریا حیدری    |
| دلواپسم نباش    | بابک صحرایی | امیرعباس حسن‌زاده | پوریا حیدری    |
| نازنینم خداحافظ | بابک صحرایی | بابک بیات        | باربد بیات     |

## تک‌آهنگ‌ها[۹]
| نام ترانه                     | ترانه‌سرا             | آهنگ‌ساز          | تنظیم‌کننده             | انتشار     |
| ----------------------------- | -------------------- | ---------------- | ---------------------- | ---------- |
| پروانگی                       | پیام پارسا           | بابک بیات        | بابک بیات              | پاییز ۱۳۷۸ |
| ماهی نقره‌ای                   | سعید امیراصلانی      | محمدرضا چراغعلی  | محمدرضا چراغعلی        | بهار ۱۳۷۹  |
| قحطی خورشید                   | محمدعلی معلم دامغانی | امیر بکان        | امیر بکان              | پاییز ۱۳۷۹ |
| علمدار طوفان                  | عبدالجبار کاکایی     | علی موثقی        | علی موثقی              | ۱۳۸۰       |
| اتانازی                       | مولانا               | امید سیاره       | امید سیاره             | ۱۳۸۰       |
| شب کویر                       | آزیتا قاسمی          | داریوش تقی‌پور    | داریوش تقی‌پور          |            |
| اتفاق                         | افشین مقدم           | فواد حجازی       | فواد حجازی             |            |
| منو از حادثه رد کن (کلانتر ۳) | عبدالجبار کاکایی     | پالیز شامحمدی    | پالیز شامحمدی          |            |
| از کی بپرسم                   | بابک صحرایی          | فرزاد فتاحی      | فرزاد فتاحی            |            |
| آذرخش                         | بابک صحرایی          | حمیدرضا یراقچیان | حمیدرضا یراقچیان       |            |
| سوءظن                         | مهشاد عرب            | علیرضا قرایی‌منش  | رضا تاجبخش             |            |
| آزادی                         | حامد صوفی‌پور         | علیرضا قرایی‌منش  | رضاتاجبخش              |            |
| پرواز ممنوع (با حامی)         | بابک صحرایی          | ستار اورکی       | ستار اورکی             |            |
| بر فراز آسمان‌ها (بازخوانی)    | اردلان سرفراز        | شهرداد روحانی    | رضا تاجبخش             |            |
| احساس دل بستن                 | داوود رحمت‌الهی       | علیرضا افکاری    | معین راهبر             |            |
| رویا                          | پویان بوترابی        | علیرضا افکاری    | معین راهبر             |            |
| کولاک                         | بابک صحرایی          | نیکان ابراهیمی   | نیکان ابراهیمی         |            |
| رمنس (روایت عاشقانه)          | میثم یوسفی           | رامین عبداللهی   | رامین عبداللهی         |            |
| احساس دل بستن (ریمیکس)        | داوود رحمت‌الهی       | علیرضا افکاری    | ساسان سورانی           |            |
| یه لحظه از تو                 | افشین مقدم           | علیرضا افکاری    | علیرضا افکاری          |            |
| سر اومد زمستون                | سعید سلطانپور        |                  | امیر شاهرخی            |            |
| آغاز                          |                      |                  | نیکان ابراهیمی         |            |
| عاشق‌ترین                      | محمدسعید میرزایی     | علیرضا افکاری    | علیرضا افکاری          | ۱۳۹۶       |
| دنیا با تو                    | افشین یداللهی        | علیرضا افکاری    | سعید زمانی             | ۱۳۹۷       |
| بی‌قرار                        | افشین مقدم           | علیرضا افکاری    | سعید زمانی             | ۱۳۹۸       |
| عاشقی کردن با یه دیوونه       | محمد تاج‌گردون        | حسین قربانپور    | مجتبی مصری و حسین کرمی | ۱۳۹۹       |
| پایان حرفات                   | افشین مقدم           | علیرضا افکاری    | آرمین رستگار           | ۱۴۰۰       |
| آخرین امید                    | حسین غیاثی           | علیرضا افکاری    | بامداد امینی           | ۱۴۰۳       |
| بی‌ عشق                        | حسین غیاثی           | علیرضا افکاری    | بامداد امینی           | ۱۴۰۳       |
| از یاد رفته                   | حسین غیاثی           | علیرضا افکاری    | حبیب خزایی‌فر           | ۱۴۰۴       |